# Merab Gigauri
Merab Gigauri (in georgiano მერაბ გიგაური?; Tbilisi, 5 gennaio 1993) è un calciatore georgiano, centrocampista della T'orp'edo Kutaisi.

## Carriera

### Club
Ha giocato nella massima serie dei campionati georgiano, polacco ed azero.

### Nazionale
Ha giocato nelle nazionali giovanili georgiane Under-17, Under-19 ed Under-21.
Nel 2013 ha giocato una partita con la nazionale maggiore georgiana.

## Palmarès

### Club

#### Competizioni nazionali
- Coppa di Georgia: 1

Torpedo Kutaisi: 2018, 2023
- Supercoppa di Georgia: 1

Torpedo Kutaisi: 2024